# Пожарево (Силистренская область)
Пожарево (болг. Пожарево) — село в Болгарии. Находится в Силистренской области, входит в общину Тутракан. Население составляет 102 человека.

## Политическая ситуация
Кмет (мэр) общины Тутракан — Георги Димитров Георгиев (Болгарская социалистическая партия (БСП)) по результатам выборов в правление общины.